# Бой за Роатан
Бой за Роатан — испанская экспедиция по захвату британской колонии на острове Роатан (у берегов современного Гондураса), во время Американской войны за независимость.

## Экспедиция
Планы Матиаса Гальвеса (исп. Matías de Gálvez), капитан-генерала испанской Гватемалы, включали овладение всеми британскими колониями в Мексиканском заливе и Карибах, с целью полностью искоренить британское влияние в Центральной Америке. Остров Роатан, лежащий близко к побережью испанской Гватемалы, был местом поселения, жители которого занимались в основном рыболовством. Испанцы использовали как предлог заявление, что остров служил базой приватиров, совершающих набеги на судоходство.
16 марта 1782 года, после бомбардировки укреплений с кораблей, испанская экспедиция под командованием Гальвеса заняла остров, до этого британское владение. Гарнизон из 81 человека сдался на следующий день. Испанцы эвакуировали в Гавану его, а также 135 жителей и около 300 рабов. Поселение они разрушили.
После войны остров остался в испанском владении.